# Горбань, Владимир Иванович
Влади́мир Ива́нович Горба́нь (30 ноября 1961, Севастополь, СССР) — российский прозаик, драматург, художник-карикатурист. Член Союза писателей России. Член Гильдии драматургов России.

## Биография
Родился и вырос в Севастополе.
Окончил Черноморское высшее военно-морское училище имени Нахимова в 1984 году. 
С 1984 по 1989 г. проходил службу на Черноморском флоте.
С 1989 по 1995 г. Служил на Тихоокеанском флоте. Камчатка. Уволился в запас в 1995 г. в звании капитана 3 ранга.
С 1997 года начал профессиональную деятельность как художник-карикатурист и писатель-сатирик.
С 2008 года — как драматург.

## Пьесы
- «Шпионы Forever» (2008)
- «Обязательная величина» (2013)
- «Тюремный тариф премиум класса» (2014).
- «Монологи городов» (монолог города-героя Севастополя) (2015)
- «Вишенка на торте» (2015)
- «Пьеса № 3» (2016)
- «Сороконожки» (2016)
- «СиняяСиняяБорода» (2017)

### «Монологи городов» (монолог города-героя Севастополя)
Монолог города-героя Севастополя был написан для спектакля «Монологи городов», который поставил и сыграл "Московский театр «Школа современной пьесы» художественного руководителя и главного режиссёра Иосифа Райхельгауза. Спектакль посвящён 70-летию Победы в Великой Отечественной войне.
Премьера состоялась 9-го мая 2015 года на Театральной площади (г. Москва). Так же спектакль был показан во время праздничных мероприятий, посвящённых празднику «День города Москвы» на Старом Арбате перед Театром имени Вахтангова.

### Пьеса «Тюремный тариф премиум класса»
Написана в 2014 году.
Шорт-лист и призёр Международного конкурса драматургии «Баденвайлер» в 2014 году.
Специальный участник семинара «Авторская сцена» Союза театральных деятелей России.
Этюд по пьесе был впервые показан на сцене Смоленского камерного театра (режиссёр — заслуженный артист РФ Николай Парасич) в рамках семинара.
Шорт-лист конкурса современной драматургии «Время драмы, 2014, лето».
5 октября, пьеса была поставлена в рамках презентации пьес-победителей международного конкурса «Badenweiler» («Баденвайлер») на сцене Московского театра «АпАРТе» (режиссёр Дмитрий Креминский).
Спектакль «За решётку по объявлению» народного театра «Подиум» (Богучаны, Красноярский край) — 3 место в фестивале театрального искусства «Рампа» г. Красноярск.

#### Постановки
- 2015 год — театр «Модерн» — г. Москва Премьера спектакля состоялась 29 ноября 2015 года (режиссёр Дмитрий Креминский).[8] Тизер спектакля.
- 2017 год — народный театр «Подиум» — Богучаны, Красноярский край
- 2017 год — театр студия «Неноватор» — г. Санкт-Петербург[9][10]
- 2018 год — театр «Московский камерный театр на Бутырке»

#### Переводы
На итальянский язык (перевод Леонардо Франкини) Teatro Alla Kartiera (Compagnia dell Attino) г. Роверетто, Италия.
На болгарский язык (перевод Севда Гайдарова) г. София, Болгария.

### Пьеса «Вишенка на торте»
Написана в 2015 году.
8 сентября 2015 года, пьеса вошла в шорт-лист конкурса современной драматургии «Время драмы, 2015, лето».

#### Постановки
- 2018 год — народный театр «Подиум» — Богучаны, Красноярский край

### Пьеса «Пьеса № 3»
Написана в 2016 году.
Шорт-лист конкурса драматургии «Время драмы, 2016, лето» г. Челябинск.

### Пьеса «Сороконожки»
Написана в 2016 году.
Шорт-лист конкурса драматургии «Время драмы, 2016, осень» г. Челябинск.

### Пьеса «СиняяСиняяБорода»
Написана в 2017 году.
Шорт-лист конкурса драматургии «Время драмы, 2017, осень» г. Челябинск.

## Публикации авторских карикатур и юморесок
- Газета «Автоведомости» (Симферополь)(1997—1999 г.)
- Юмористический журнал «Хохма» (Киев) (1997 г.);
- Иронический журнал «Магазин» (Москва) (1998 г.);
- Еженедельник «Все для всех плюс» (Симферополь) (1998—1999 г.);
- Юмористическая газета «Парк Юмора» (Днепропетровск) (1998—1999, 2003 г.);
- Юмористическая газета «Неправда»(Киев) (1998 г.);
- Юмористическая газета «Бегемот» (Севастополь) (1998 г.);
- Подростковый журнал «Одноклассник» (Киев) (1998 г.);
- Журнал «Остров Крым» (Севастополь) (1998 г.);
- Еженедельник «Севастопольская газета» (Севастополь) (постоянное сотрудничество с 1998 г. по настоящее время);
- Юмористический журнал «Фонтан» (Одесса) (1999—2000 г.);
- Юмористическая газета «12 стульев» (Москва) (2000 г.);
- Газета «Спид-инфо»(Москва) (2000 г.);
- Юмористический журнал «Остен» (Македония) (2000 г.);
- Юмористический журнал «Kayhan Caricature»(Иран) (2000 г.);
- Сатирический журнал « Nebelspalter» (Швейцария) (постоянное сотрудничество с 2000 г. по настоящее время);
- Журнал современных технологий « Magazin KMU» (Швейцария) (2000 г.);
- Еженедельник «Литературная газета» (Москва) (2001 г.);
- Юмористический журнал «Вокруг смеха» (Санкт-Петербург) (2001—2002 г.);
- Еженедельник « Санкт-Петербургские ведомости» (Санкт-Петербург) (2001 г.);
- Журнал «Пистон»(Днепропетровск) (2001 г.);
- Юмористический журнал «Колесо смеха»(Санкт-Петербург) (постоянное сотрудничество с 2001 г. по настоящее время);
- Еженедельник «Young street review» (Канада) (2001 г.);
- Газета «Кошелек и жизнь»(Симферополь) (2001—2002 г.);
- Юмористическая газета «Петрович» (Дзержинск, Россия) (2002—2004 г.);
- Детский юмористический журнал «Ералаш»(Москва) (2002- по настоящее время);
- Еженедельник «Юмор плюс ТВ» (Киев) (2002—2004 г.);
- Юмористическая газета «Литературный балаган»(Санкт-Петербург) (2002 г.);
- Журнал «Крокодил»(Москва) (2003 г.);
- Альманах «Севастополь»(Севастополь) (2003 г.);
- Детская газета «Почемучка»(Москва) (2003—2004 г.);
- Газета «Литературный Крым»(Симферополь) (с 2003 г. по настоящее время.);
- Юмористическая газета «Приколись»(Санкт-Петербург) (постоянное сотрудничество с 2003 г.);
- Газета «Маяк Балтики»(Калининград).

## Членство в организациях
- Член Союза писателей России[13]
- Член Гильдии Драматургов России[14]
- Член Национального Союза писателей Украины (до 2014 года)

## Награды
- Заслуженный деятель искусств города Севастополя (10 июня 2024) — за добросовестный труд, высокие творческие достижения, значительный вклад в развитие культуры и искусства в городе Севастополе